# Yuri Kovshov
Yuri Aleksandrovich Kovshov (5 de setembro de 1951) é um adestrador soviético, campeão olímpico. 

## Carreira
Yuri Kovshov representou seu país nos Jogos Olímpicos de 1980 e 1988, na qual conquistou a medalha de ouro no adestramento por equipes, e prata no individual em 1980. 